# Theopompella fusca
Theopompella fusca är en bönsyrseart som beskrevs av Giglio-tos 1917. Theopompella fusca ingår i släktet Theopompella och familjen Liturgusidae. Inga underarter finns listade i Catalogue of Life.